# Applied Technology
Applied Technology — австралийский производитель компьютеров. Позднее назывались Microbee Systems, Microworld и Honeysoft.

## История
Компания была основана Оуэном Хиллом в 1975 в Австралии и специализировалась на производстве компьютеров, которые использовали операционную систему CP/M на микропроцессорах Zilog Z80. Изготовленный компанией компьютер MicroBee в 1982 оказался первым коммерческим персональным компьютером, изготовленным в Австралии. Компьютеры использовались в школах в Австралии и Швеции, а также в автосалонах BMW в Австралии.